# Forårsløg
Forårsløg (Allium cepa) er de nyopvoksede planter af frøformerede kepaløg. Forårsløg bruges helt anderledes end f.eks. skalotteløg og kepaløg (se Wikimedia-kogebog under boksen til højre).

## Forveksling
Forårsløg bliver ofte forvekslet med pibeløg (Allium fistulosum), som også kaldes snitløg. Det vigtigste kendetegn er, at tværsnittet af bladene er forskelligt: Hos pibeløg er de cirkelrunde, mens de hos forårsløg er flade – i hvert fald på den ene side.